# Sabata (trilogie)
Pour les articles homonymes, voir Sabata.
Sabata est une trilogie de westerns spaghetti italiens, tous réalisés par Gianfranco Parolini, sous le pseudonyme de Frank Kramer, et sortis entre 1969 et 1971. Cette trilogie est composée des films  Sabata, Adios Sabata et Le Retour de Sabata.
Le premier film de la série, sorti en 1969, avec Lee Van Cleef, se présente comme une semi-parodie des films de Sergio Leone ou de Sergio Corbucci. Il connut assez de succès pour que deux suites soient réalisées. Dans le second volet, c'est Yul Brynner qui joue le rôle de Sabata, Lee Van Cleef ayant signé pour un autre film La Chevauchée des sept mercenaires (où il reprend le rôle du shérif Chris Adams créé par Yul Brynner dans Les Sept Mercenaires en 1960). Dans le dernier, Van Cleef tient à nouveau le rôle.

## Synopsis

### Sabata(1969)
Dans la petite ville de Daugherty, un hold-up est perpétré contre la banque. L'opération a rapporté 100 000 dollars aux bandits. Mais un joueur professionnel, Sabata, retrouve les auteurs et les élimine. Puis il rapporte l'argent à la banque, empochant alors une copieuse récompense. Peu après, il découvre qui sont les véritables commanditaires du hold-up : le juge O'Hara, le patron du saloon, Fergusson, et un riche propriétaire, Stengel. Les trois hommes souhaitent acquérir les terrains bordant la future ligne de chemin de fer. Malin, Sabata les soumet à un chantage et demande 10 000 dollars en échange de son silence. Mais Stengel refuse de payer et lance dès lors des tueurs à ses trousses...

### Adios Sabata(1970)
Dans un Mexique en proie à la guerre civile, Sabata, aventurier vêtu de noir, prête main-forte aux révolutionnaires mexicains pour chasser l'occupant. Aidés de truands, le cow-boy dérobe un chargement d'or destiné à l'empereur Maximilien. Mais il découvre avec stupéfaction que le coffre ne contient que du sable. Piqué au vif, Sabata ne s'avoue pas vaincu et décide de partir sur les traces du butin.

### Le Retour de Sabata(1971)
Ancien major de l'armée confédérée durant la guerre de Sécession, Sabata exerce désormais ses talents de tireur dans un cirque. En fait, il suit à la trace un illusionniste également faux-monnayeur. C'est ainsi qu'il arrive dans une petite ville où s'est installé Clyde, autrefois Lieutenant sudiste sous ses ordres, désormais tenancier d'une maison de jeux. Sabata s'oppose bientôt à une taxe prélevée par McIntock pour chaque achat, prétendument destinée à financer des ouvrages publics. Sabata découvre que McIntock dépose la fausse monnaie à la banque et utilise l'argent de la taxe pour acheter de l'or à son propre compte. Il décide de s'emparer de ce trésor...

## Distribution
| Rôle   | Sabata (1969) | Adios Sabata (1970) | Le Retour de Sabata (1971) |
| ------ | ------------- | ------------------- | -------------------------- |
| Sabata | Lee Van Cleef | Yul Brynner         | Lee Van Cleef              |

## Autour de la trilogie
Le personnage de Sabata a inspiré quantité d'autres westerns tournés à la même époque en Italie :
- 1970 : Et Sabata les tua tous (Lo irritarono et Santana fece piazza pulita) de Rafael Romero-Marchent
- 1970 : Arriva Sabata... de Tulio Demicheli
- 1970 : Wanted Sabata  de Roberto Mauri
- 1970 : Creuse ta tombe Garringo, Sabata revient (Sei già cadavere amico... ti cerca Garringo !) de Juan Bosch
- 1970 : Ni Sabata, ni Trinita, moi c'est Sartana (Prima ti perdono... poi t'ammazzo) de Juan Bosch Palau
- 1971 : Sabata règle ses comptes (Quel maledetto giorno della resa dei conti) de Sergio Garrone
- 1972 : Les Deux Fils de Trinita (I due figli dei Trinità) d'Osvaldo Civirani
- 1975 : Et un film érotique franco-belge, Les Filles du Golden Saloon  de Gilbert Roussel